# Михалёв, Владимир Васильевич
Влади́мир Васи́льевич Михалёв (28 октября 1928 — 16 февраля 2007) — российский поэт, член Союза писателей России (c 1966), автор многочисленных поэтических сборников. Заслуженный работник культуры РСФСР.

## Биография
Родился в селе Терехово Старооскольского района Белгородской области. В 1941 году окончил пять классов Тереховской начальной школы. Продолжить учёбу помешала война.
Уже будучи членом Союза писателей СССР, окончил Высшие литературные курсы при литературном институте имени А. М. Горького в Москве.
Публиковался в журналах «Наш современник», «Подъём», «Роман-журнал XXI век», альманахе «Поэзия», еженедельнике «Литературная Россия», центральных и областных газетах, коллективных сборниках «Час России», «Двенадцать дорог» и др.